# 5208 Royer
5208 Royer eller 1989 CH1 är en asteroid i huvudbältet som upptäcktes den 6 februari 1989 av den amerikanske astronomen Eleanor F. Helin vid Palomar-observatoriet. Den är uppkallad efter den amerikanske astronomen Ronald E. Royer.
Asteroiden har en diameter på ungefär 8 kilometer och den tillhör asteroidgruppen Maria.